# Lepanto (Roms tunnelbana)
Lepanto är en station på Roms tunnelbanas Linea A. Stationen är belägen vid Via Lepanto i Rione Prati i nordvästra Rom och togs i bruk 1980.
Stationen Lepanto har:
- Bemannade biljettluckor
- Biljettautomater

## Kollektivtrafik
- Spårvagnshållplats – Lepanto, Roms spårväg, linje 19
- Busshållplats för ATAC

## Omgivningar
- San Gioacchino in Prati
- San Giuseppe ai Prati
- Piazza Giuseppe Mazzini
- Piazza Cavour
- Piazza Cola di Rienzo
- Piazza dei Quiriti
- Teatro Adriano
- Palazzo di Giustizia
- Museo degli orrori di Dario Argento
- Palazzo della RAI
- Museo del Mamiani